# Kaštel v Ivance pri Dunaji

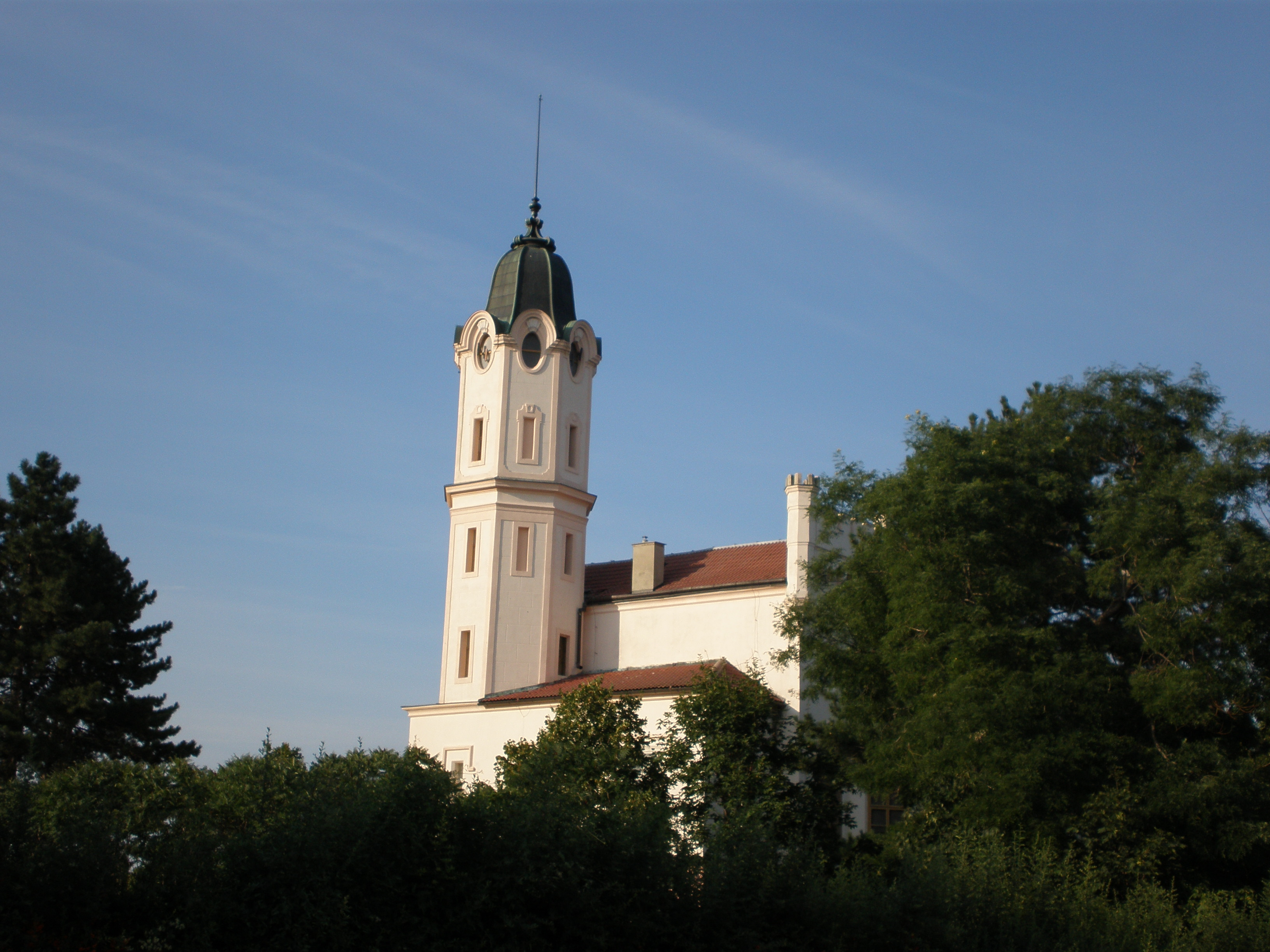
Zámeček v Ivance od kostela

Kaštel v Ivance pri Dunaji, která je listinné doložena z roku 1209 jako terra Ivan, se nachází asi 14 km severovýchodně od Bratislavy. Kaštel je romanticky působící stavba v parku s výraznou siluetou. Postaven byl v rokokovém slohu v 3. čtvrtině 18. století pro rod Grassalkovichů. Ti jej vlastnili až do roku 1841, když mužská větev rodu Antonem III. vymřela a jejich majetek byl vydražen.

## Historie
Zámeček a majetek koupil Michal Obrenović, srbský kníže a jistý čas srbský panovník, který v letech 1842–1858 žil v exilu v Rakousku. V Ivance si zřídil venkovské sídlo. Obrenović se v roce 1853 se oženil s uherskou šlechtičnou hraběnkou Julií Hunyadyovou. V roce 1855 v Ivance Obrenoviće tajně navštívil Ľudovít Štúr, který žil pod policejním dozorem v Modre. Tuto událost připomíná i pamětní tabule. Když v roce 1856 postihl Ivanku požár, dal Obrenović zámeček upravit. Nechal odstranit jihozápadní část stávající budovy a na jejím místě dal vybudovat věž, která sloužila jako vodojem.
Začátkem 20. století noví vlastníci Hunyadyové dali zámeček upravit neogoticko-secesně. Dnes je to patrová budova s architektonickým řešením vycházejícím ze vzorů středověké architektury, s kombinací románských a gotických prvků na fasádách, jako jsou např. arkýře, balkony, okna, kružby. Polygonální věž objektu, ukončená helmicí, je secesní. Reprezentační zámeček byl původně obklopen rozsáhlým francouzským parkem.
1. ledna 1943 se do zámečku přistěhovali jezuité, kteří ho odkoupili od hraběte Hunyadyho. Zřídili zde internát pro mládež studující na jejich gymnáziu v Bratislavě.
V roce 1948 byl kaštel znárodněn a přešel do rukou slovenského ministerstva zemědělství. 
Po roce 1989 se restitucí opět vrátil do správy Tovaryšstva Ježíšova – jezuitů a byl zrekonstruován. Konají se v něm společenské akce (např. oslavy svátku sv. Mikuláše, farní pikniky apod.). 